# Rede de Viação Cearense
A Rede de Viação Cearense foi uma empresa federal criada em 1909 para administrar as ferrovias Estrada de Ferro de Baturité e Estrada de Ferro de Sobral. Em 1957 foi transformada em subsidiária da Rede Ferroviária Federal (RFFSA). A RFFSA transformou a subsidiária em 2ª Divisão Cearense em 1969, extinguindo formalmente a empresa em 1975.

## História

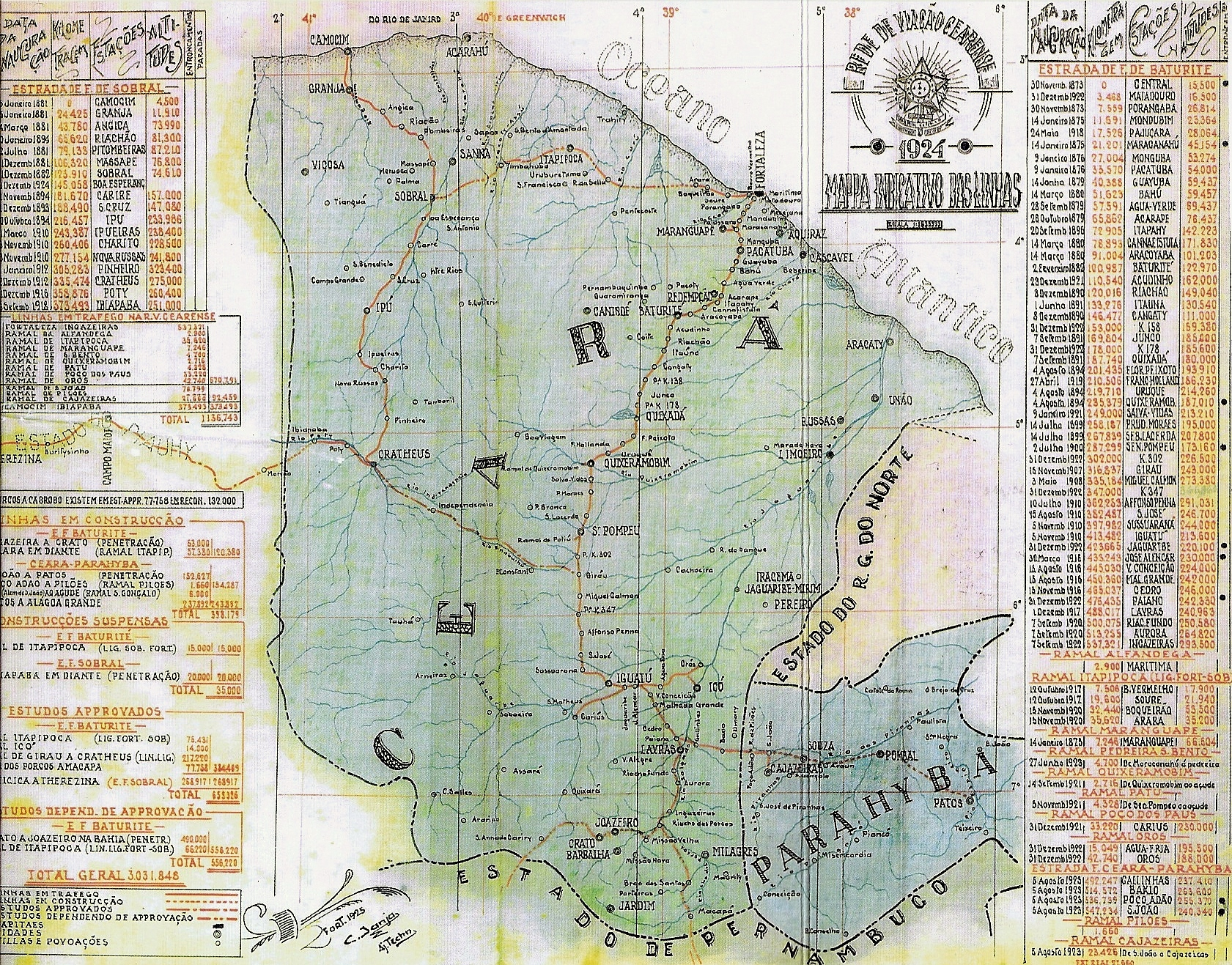
Mapa de 1924 da RVC com as estradas existentes e as planejadas

A Rede de Viação Cearense foi criada pelo presidente Nilo Peçanha, através do Decreto Nº 7.669 de 18 de novembro de 1909. A nova empresa passou a administrar as Estrada de Ferro de Baturité e Estrada de Ferro de Sobral, sendo que o mesmo decreto arrendou as referidas ferrovias para a empresa britânica South American Railway Construction Company Limited.  
Apesar de ter iniciado algumas obras de prolongamento da ferrovia, a South American descumpriu os prazos de seu contrato e perdeu sua concessão em 1915, através do Decreto n. 11.692 de 25 de agosto daquele ano.